# Angel of Harlem
Angel of Harlem  è un singolo degli U2 del 1988 che apre il lato B dell'album Rattle and Hum. La canzone vuole essere un omaggio alla cantante Billie Holiday.
Esiste anche un videoclip in bianco e nero in cui vengono inframmezzate immagini della band e della grande jazzista.

## Tracce
1. Angel of Harlem (single version) – 3:47
2. A Room at the Heartbreak Hotel – 5:29
3. Love Rescue Me (feat. Ziggy Marley e Keith Richards) (live from London, 16 ottobre 1988) – 5:24

## Formazione
Gruppo
- Bono - voce, chitarra
- The Edge - chitarra, cori
- Adam Clayton - basso
- Larry Mullen Jr. - batteria, percussioni

Altri musicisti
- Joey Miskulin - organo
- The Memphis Horns - corni

## Classifiche
| Classifica (1988)             | Posizione massima |
| ----------------------------- | ----------------- |
| Regno Unito                   | 9                 |
| Stati Uniti                   | 14                |
| Stati Uniti (alternative)     | 3                 |
| Stati Uniti (mainstream rock) | 1                 |